# 先達廣場

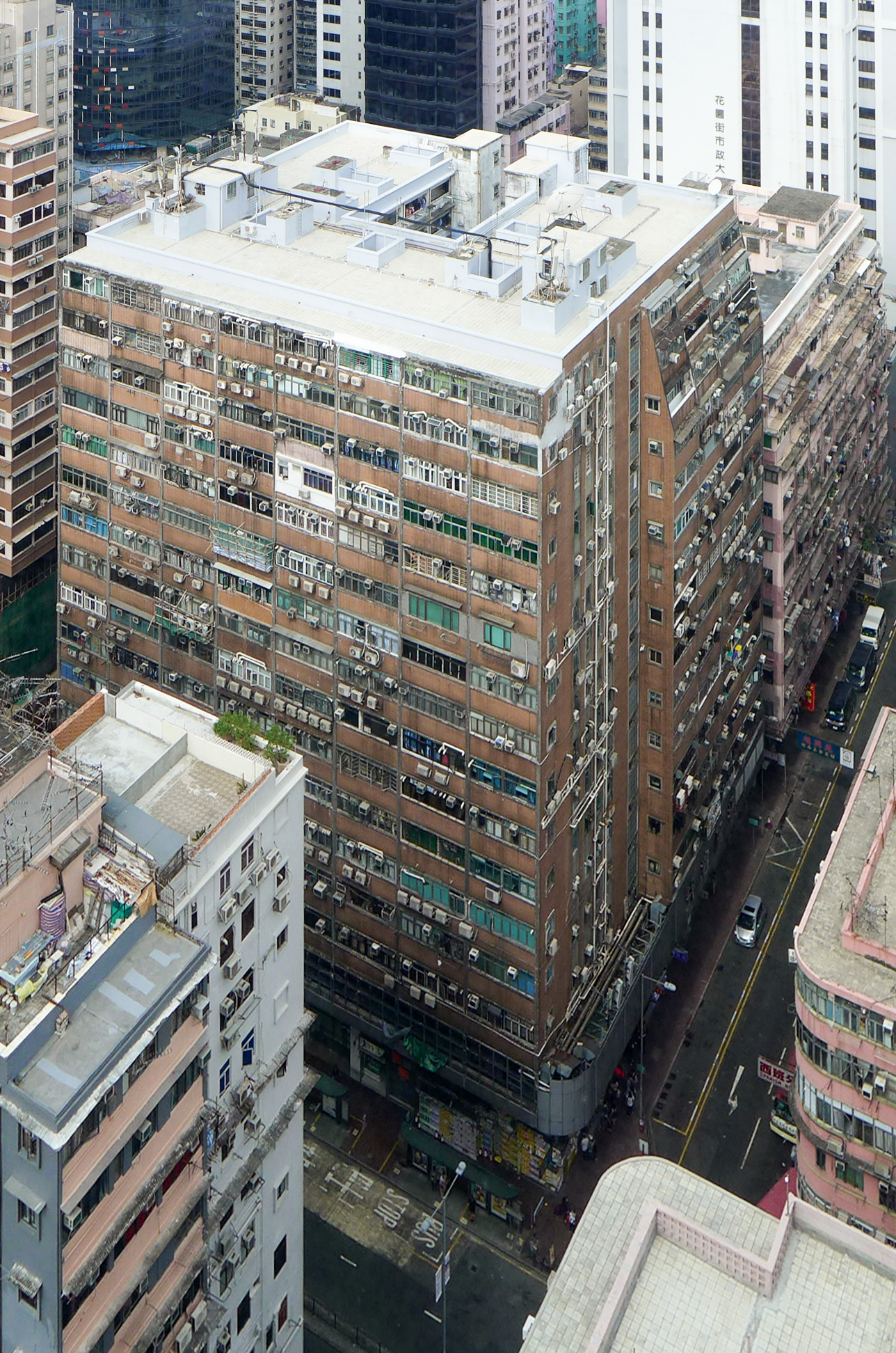
先施大廈

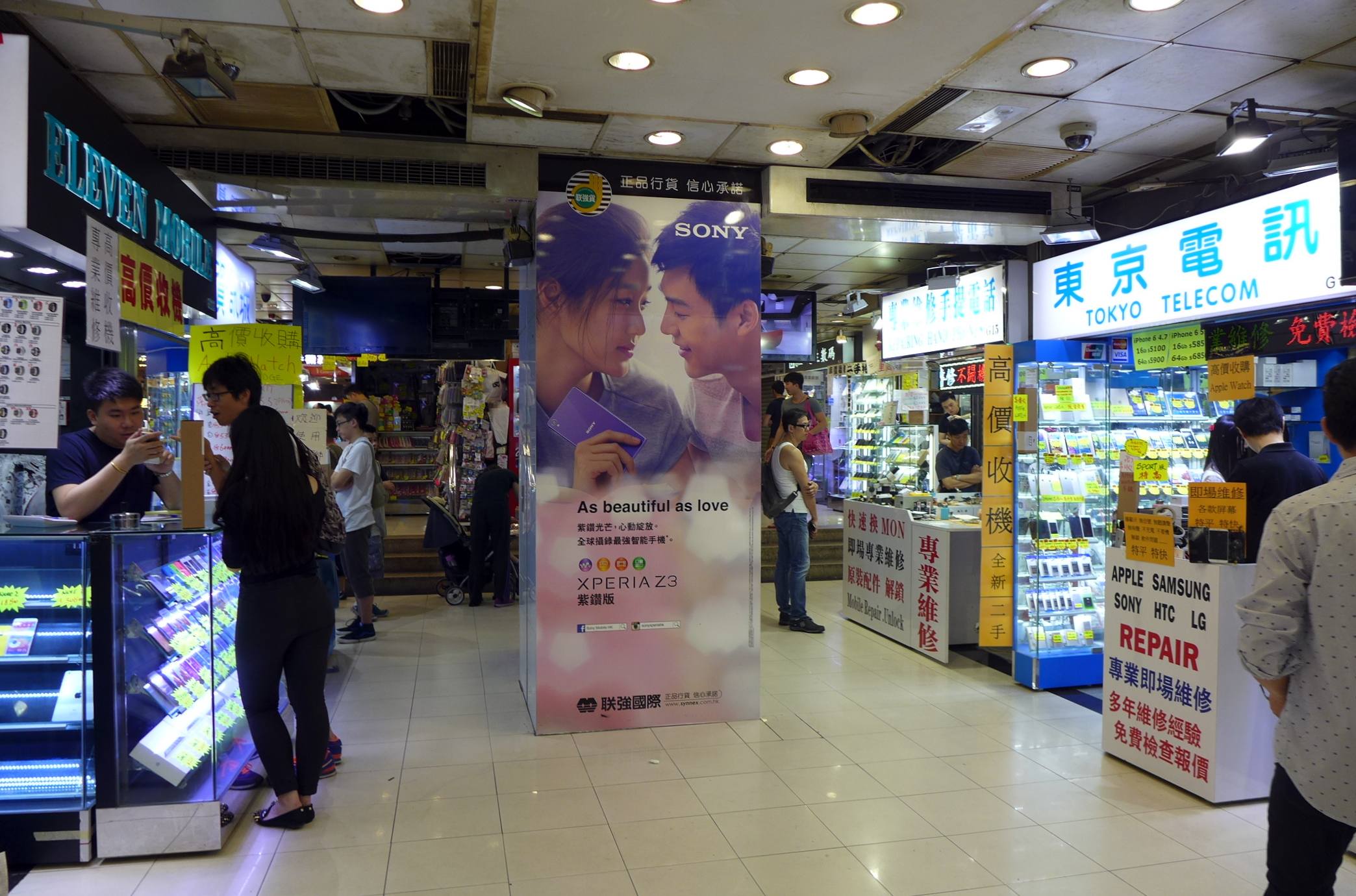
先達廣場內貌

先達廣場位於香港九龍旺角亞皆老街83號先施大廈地下至2樓，佔地約3.9萬平方呎，是香港一個專門售賣手提電話和數碼產品的商場。

## 歷史
先達廣場的位置前身為旺角先施百貨的自用物業，到1995年馬氏家族決定將先施百貨搬遷至對面街口（宏安大廈，2003年結業，現為百老匯電器）的旺角第二分店後，原有位置拆分為350個舖位，面積由72至488平方呎，並稱為先達廣場。
商場早期有時裝、玩具、食品和遊戲機等的店舖。到1997年後有電訊商及部分小型網路商開設門市，其後入主的店舖大部份以售賣水貨手機、手機配件及維修手機為主，以新貨來貨快，多款式及便宜吸引顧客，部份店舖提供改機服務。到2007年至2015年期間更成為手機炒賣聖地。場內有店舖售賣數碼相機，精品，甚至衣著、名牌球鞋、比例模型、性玩具等貨品，有些店舖則收購及售賣二手電子產品，或改為經營手機維修業務。
不過到2017年開始，智能手機市場逐步飽和後，加上中國能直接購買蘋果iphone，炒風不再，場內人流變得冷清，一樓和二樓多間店舖沒有開門營業以至空置，租金亦大跌逾五成。

## 爭議
先達廣場內部份店舖出售有問題貨品，例如以二手貨品冒充全新貨品，賊贓、假貨、高仿等為名，質素欠缺保證。問題店舖在2015年多次被警方掃蕩及拘捕，傳媒亦曾作出報道，但仍然有不少人光顧。
此外，先達廣場內有不少經營手機維修業務店舖，唯服務質素不時被網民討論，網民觀感亦傾向負面。

## 交通
港鐵
- █  觀塘綫、 █  荃灣綫：旺角站D2出口

巴士
- 旺角鐵路站（亞皆老街）（页面存档备份，存于）
- 旺角（通菜街）總站（页面存档备份，存于）

## 外部連結
有關報導
- 先達廣場惡店員逞兇 左揀右揀唔幫襯　遊客遭圍毆 - 2005年9月9日，蘋果日報
- 先達玩具店疑賣K仔 蘋果直擊四青年買後即往廁所「開餐」- 2011年8月10日，蘋果日報（页面存档备份，存于）